# Niederndorf (Vacha)
Niederndorf ist eine Wüstung im Gebiet des Ortsteils Oberzella der Stadt Vacha im thüringischen Wartburgkreis.

## Geographie
Der Ort bestand um 1900 aus einer Hofstatt und lag dicht am Waldrand unter dem Niederndorfer Graben, einer Schlucht an der Westflanke des Berges Hohe Wart. An gleicher Stelle befindet sich heute eine ausgedehnte Kiesgrube. Die geographische Höhe des Ortes beträgt 255 m ü. NN. Die Niederndorfer Flur  lag in der Gemarkung Oberzella, auf der rechten Seite der Werra.

## Geschichte
Die ursprüngliche Lage und Größe der wohl zeitgleich mit Heiligenroda entstandene Siedlung Niederndorf ist unbekannt. Nach der ersten Wüstungsperiode erfolgte wohl 1409 die Neubesiedlung durch Errichtung einer Hofstelle. Der letzte Bauer verlegte sein Gehöft vor 1850 an die Hauptstraße. Niederndorf war ein Mannlehengut und hatte acht Einwohner. 1932 trat ein Besitzerwechsel ein, es wurden neue Wirtschaftsgebäude errichtet. Der benachbarte Ort Oberzella mit den zugehörigen Höfen gehörte zum Justizamt Vacha. Davon abweichend war die kirchliche Zugehörigkeit: ursprünglich zum Kirchsprengel des Nachbardorfes Heiligenroda gehörig, gelangten Oberzella und Niederndorf nach der Zerstörung der Kirche in Heiligenroda zur Pfarrei Philippsthal in Churhessen.
Die Bewohner der Kleinsiedlung wurden wegen der Lage an der ehemaligen innerdeutschen Grenze ab 1961 zwangsumgesiedelt. Im Dezember 1974 und Januar 1975 wurde das Wohnhaus mit den beiden Wirtschaftsgebäuden abgetragen. Die neben dem Gehöft angelegte Kiesgruppe wurde für Baumaterial der Grenztruppen ständig vergrößert und erfasste nach und nach den gesamten Siedlungsplatz.